# Sauvagny
Sauvagny est une commune française, située dans le département de l'Allier en région Auvergne-Rhône-Alpes.

## Géographie
Le village de Sauvagny est situé au cœur du Bocage bourbonnais et vit essentiellement de l'agriculture, en particulier de l'élevage bovin. Néanmoins, depuis quelques années le village s'est tourné vers le tourisme vert.

### Climat
Pour des articles plus généraux, voir Climat d'Auvergne-Rhône-Alpes et Climat de l'Allier.
En 2010, le climat de la commune est de type climat océanique dégradé des plaines du Centre et du Nord, selon une étude du CNRS s'appuyant sur une série de données couvrant la période 1971-2000. En 2020, Météo-France publie une typologie des climats de la France métropolitaine dans laquelle la commune est dans une zone de transition entre le climat océanique altéré et le climat de montagne ou de marges de montagne et est dans la région climatique Ouest et nord-ouest du Massif Central, caractérisée par une pluviométrie annuelle de 900 à 1 500 mm, maximale en automne et en hiver.
Pour la période 1971-2000, la température annuelle moyenne est de 11,2 °C, avec une amplitude thermique annuelle de 15,7 °C. Le cumul annuel moyen de précipitations est de 806 mm, avec 11,7 jours de précipitations en janvier et 7,4 jours en juillet. Pour la période 1991-2020, la température moyenne annuelle observée sur la station météorologique de Météo-France la plus proche, « Tortezais_sapc », sur la commune de Tortezais à 3 km à vol d'oiseau, est de 11,6 °C et le cumul annuel moyen de précipitations est de 757,2 mm,. Pour l'avenir, les paramètres climatiques de la commune estimés pour 2050 selon différents scénarios d'émission de gaz à effet de serre sont consultables sur un site dédié publié par Météo-France en novembre 2022.

## Urbanisme

### Typologie
Au 1er janvier 2024, Sauvagny est catégorisée commune rurale à habitat très dispersé, selon la nouvelle grille communale de densité à 7 niveaux définie par l'Insee en 2022.
Elle est située hors unité urbaine. Par ailleurs la commune fait partie de l'aire d'attraction de Montluçon, dont elle est une commune de la couronne,. Cette aire, qui regroupe 58 communes, est catégorisée dans les aires de 50 000 à moins de 200 000 habitants,.

### Occupation des sols

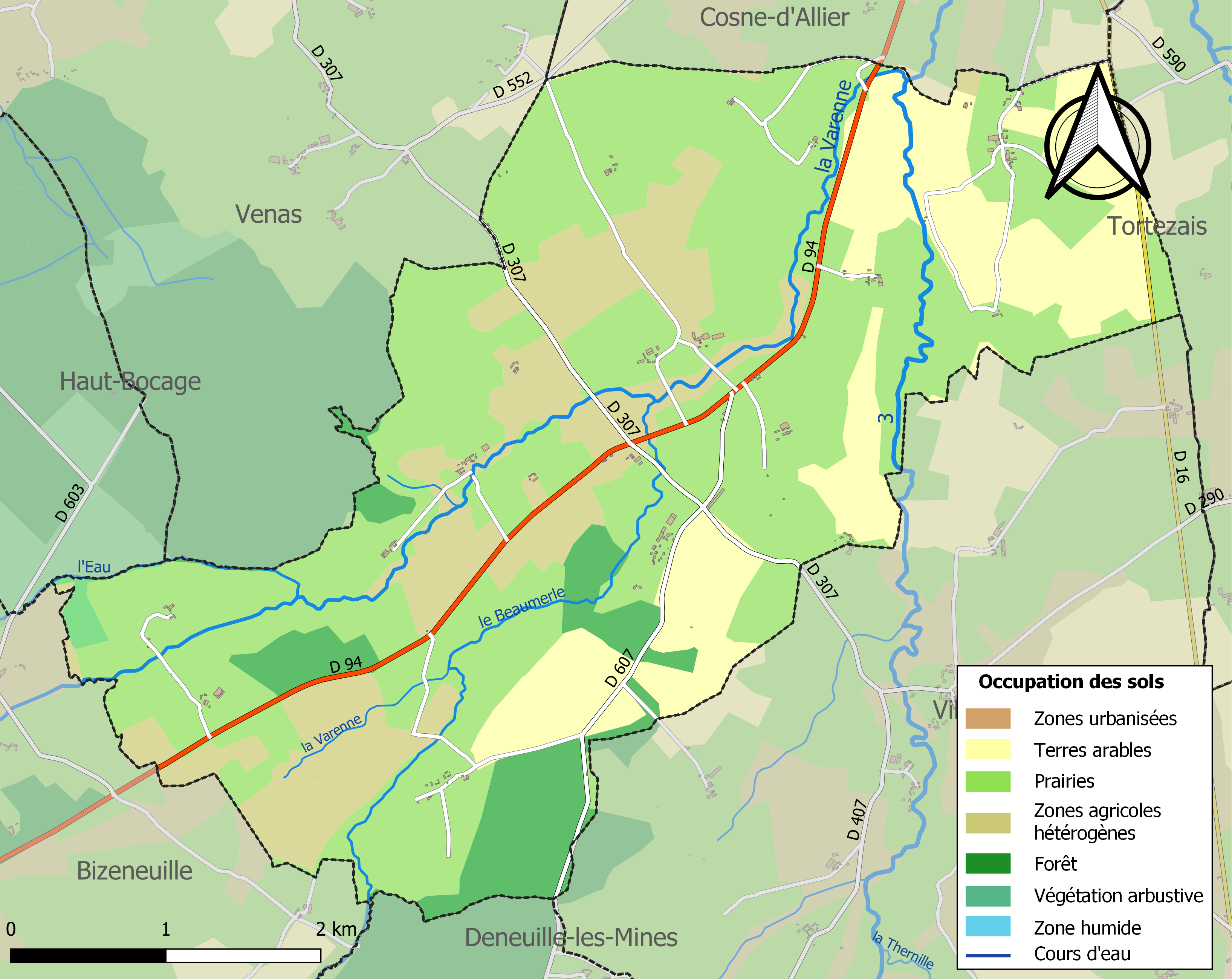
Carte des infrastructures et de l'occupation des sols de la commune en 2018 (CLC).

L'occupation des sols de la commune, telle qu'elle ressort de la base de données européenne d’occupation biophysique des sols Corine Land Cover (CLC), est marquée par l'importance des territoires agricoles (92,5 % en 2018), une proportion identique à celle de 1990 (92,5 %). La répartition détaillée en 2018 est la suivante : prairies (56,6 %), terres arables (18,2 %), zones agricoles hétérogènes (17,7 %), forêts (7,1 %), milieux à végétation arbustive et/ou herbacée (0,4 %).
L'IGN met par ailleurs à disposition un outil en ligne permettant de comparer l’évolution dans le temps de l’occupation des sols de la commune (ou de territoires à des échelles différentes). Plusieurs époques sont accessibles sous forme de cartes ou photos aériennes : la carte de Cassini (XVIIIe siècle), la carte d'état-major (1820-1866) et la période actuelle (1950 à aujourd'hui).

## Histoire
Anciennement nommée Sauvaigne-le-Comtal ou encore Sauvany-le-Camptal (Cassini).
La cité et l'église faisaient partie d'une commanderie de l'ordre de Saint-Jean de Jérusalem.

## Politique et administration
La commune ne possède pas de mairie ; le conseil municipal et le secrétariat sont hébergés par la commune voisine de Tortezais.[réf. nécessaire]
| Période                                  | Période                      | Identité                        | Étiquette | Qualité              |
| ---------------------------------------- | ---------------------------- | ------------------------------- | --------- | -------------------- |
| Les données manquantes sont à compléter. |                              |                                 |           |                      |
| 1793                                     | 1795                         | Jean-Baptiste Peyrot            |           |                      |
| 1795                                     | 1796                         | Gilbert Brunet                  |           |                      |
| 1796                                     | 1806                         | Gilbert Aussonne                |           |                      |
| 1806                                     | 1816                         | Antoine Deschamps de La Varenne |           |                      |
| 1816                                     | 1830                         | Gilbert Desboutin               |           |                      |
| 1830                                     | 1847                         | Jean Passat                     |           |                      |
| 1847                                     | 1851                         | François Debesson               |           |                      |
| 1851                                     | 1854                         | ? Bernard                       |           |                      |
| 1854                                     | 1870                         | Gilbert Gomot                   |           |                      |
| 1870                                     | 1883                         | ? Michoux                       |           |                      |
| 1883                                     | 1892                         | Gilbert Gomot                   |           |                      |
| 1892                                     | 1894                         | ? Collinet                      |           |                      |
| 1894                                     | 1929                         | Amédé Favardin                  |           |                      |
| 1929                                     | 1959                         | Charles Favardin                |           |                      |
| 1959                                     | 1977                         | Georges Chevalier               |           |                      |
| 1977                                     | En cours (au 8 juillet 2020) | Gérard Fenouillet               | DVD       | Agriculteur retraité |

## Population et société

### Démographie
Les habitants de la commune sont appelés les Sauvagniens et les Sauvagniennes.
L'évolution du nombre d'habitants est connue à travers les recensements de la population effectués dans la commune depuis 1793. Pour les communes de moins de 10 000 habitants, une enquête de recensement portant sur toute la population est réalisée tous les cinq ans, les populations de référence des années intermédiaires étant quant à elles estimées par interpolation ou extrapolation. Pour la commune, le premier recensement exhaustif entrant dans le cadre du nouveau dispositif a été réalisé en 2008.

En 2022, la commune comptait 83 habitants, en évolution de −9,78 % par rapport à 2016 (Allier : −1,38 %, France hors Mayotte : +2,11 %).
| 1793 | 1800 | 1806 | 1821 | 1831 | 1836 | 1841 | 1846 | 1851 |
| ---- | ---- | ---- | ---- | ---- | ---- | ---- | ---- | ---- |
| 347  | 317  | 331  | 370  | 321  | 327  | 308  | 311  | 306  |

| 1856 | 1861 | 1866 | 1872 | 1876 | 1881 | 1886 | 1891 | 1896 |
| ---- | ---- | ---- | ---- | ---- | ---- | ---- | ---- | ---- |
| 306  | 308  | 321  | 314  | 370  | 369  | 372  | 359  | 358  |

| 1901 | 1906 | 1911 | 1921 | 1926 | 1931 | 1936 | 1946 | 1954 |
| ---- | ---- | ---- | ---- | ---- | ---- | ---- | ---- | ---- |
| 363  | 341  | 322  | 240  | 238  | 228  | 207  | 199  | 220  |

| 1962 | 1968 | 1975 | 1982 | 1990 | 1999 | 2006 | 2008 | 2013 |
| ---- | ---- | ---- | ---- | ---- | ---- | ---- | ---- | ---- |
| 227  | 179  | 159  | 155  | 123  | 99   | 94   | 93   | 96   |

| 2018 | 2022 | - | - | - | - | - | - | - |
| ---- | ---- | - | - | - | - | - | - | - |
| 86   | 83   | - | - | - | - | - | - | - |

## Culture locale et patrimoine

### Lieux et monuments
- Château de La Varenne (ou de la Vareinne). Le château, qui était à la fin du Moyen Âge à la famille de La Souche, est au XVIIe siècle la propriété de la famille de Bonneval, puis au XVIIIe siècle des Luylier[18]. Entré dans la famille d'Agoult à la Restauration, il passe dans la famille Séguier (descendants d'Antoine-Louis Séguier et de Pierre-Armand Séguier) par le mariage de Clémentine d'Agoult avec Antoine, baron Séguier. Il est inscrit aux monuments historiques le 23 mars 2023[19].
- Église Saint-Germain, construite au XIIe siècle. Elle est de style roman et s'élève sur une motte. La façade occidentale, dominée par un clocher-mur, comprend un portail d'influence bourguignonne. L'église est classée Monument Historique depuis 1930. L'église a été vendue comme bien national à la Révolution et demeure encore aujourd'hui propriété privée ; elle est la chapelle funéraire des familles d'Agoult et Séguier.
- Ancien cimetière sur le flanc nord de l'église.